# Emma Lucía Larios Gaxiola
Emma Lucía Larios Gaxiola (Hermosillo, Sonora, 17 de junio de 1954). Es una política mexicana, miembro del Partido Acción Nacional, es desde 2008 Senadora por el estado de Sonora.
Emma Lucía Larios Gaxiona es Médico Cirujano egresada de la Universidad Nacional Autónoma de México, y tiene especialidades de formación de mediadores familiares en la Asociación Interdisciplinaria Española de Estudios de la Familia, Psicoterapia de Familia y Pareja y especialidad en Audiofoniatría en el Hospital General de México. En la iniciativa privada se ha desempeñado como miembro de la Comisión de Mujeres Empresariales del Norte de Sonora y como directora de la fundación Paso Firme Milenio A.C.; en la actividad política ocupó el cargo de directora general del Sistema para el Desarrollo Integral de la Familia (DIF) del Ayuntamiento de Hermosillo, Sonora.
En 2006 fue elegida suplente del senador Guillermo Padrés Elías, al solicitar éste licencia en 2008 para buscar la candidatura de su partido a la gubernatura del estado asumió la titularidad de la senaduría, donde es integrante de las comisiones de Comisión de Salud; Reforma de Estado; Desarrollo Social; Atención a Grupos Vulnerables; Protección Civil; y Relaciones Exteriores América Latina y del Caribe.